# 쿵판위
쿵판위(중국어 간체자: 孔凡钰, 정체자: 孔凡鈺, 병음: Kǒng Fányù, 한자음: 공범옥, 1993년 6월 6일~)는 중화인민공화국의 프리스타일 스키 선수로 주 종목은 에어리얼이다. 평창에서 열린 2018년 동계 올림픽 에어리얼 부문에서 동메달을 획득하였다.